# Reynaldo Hahn

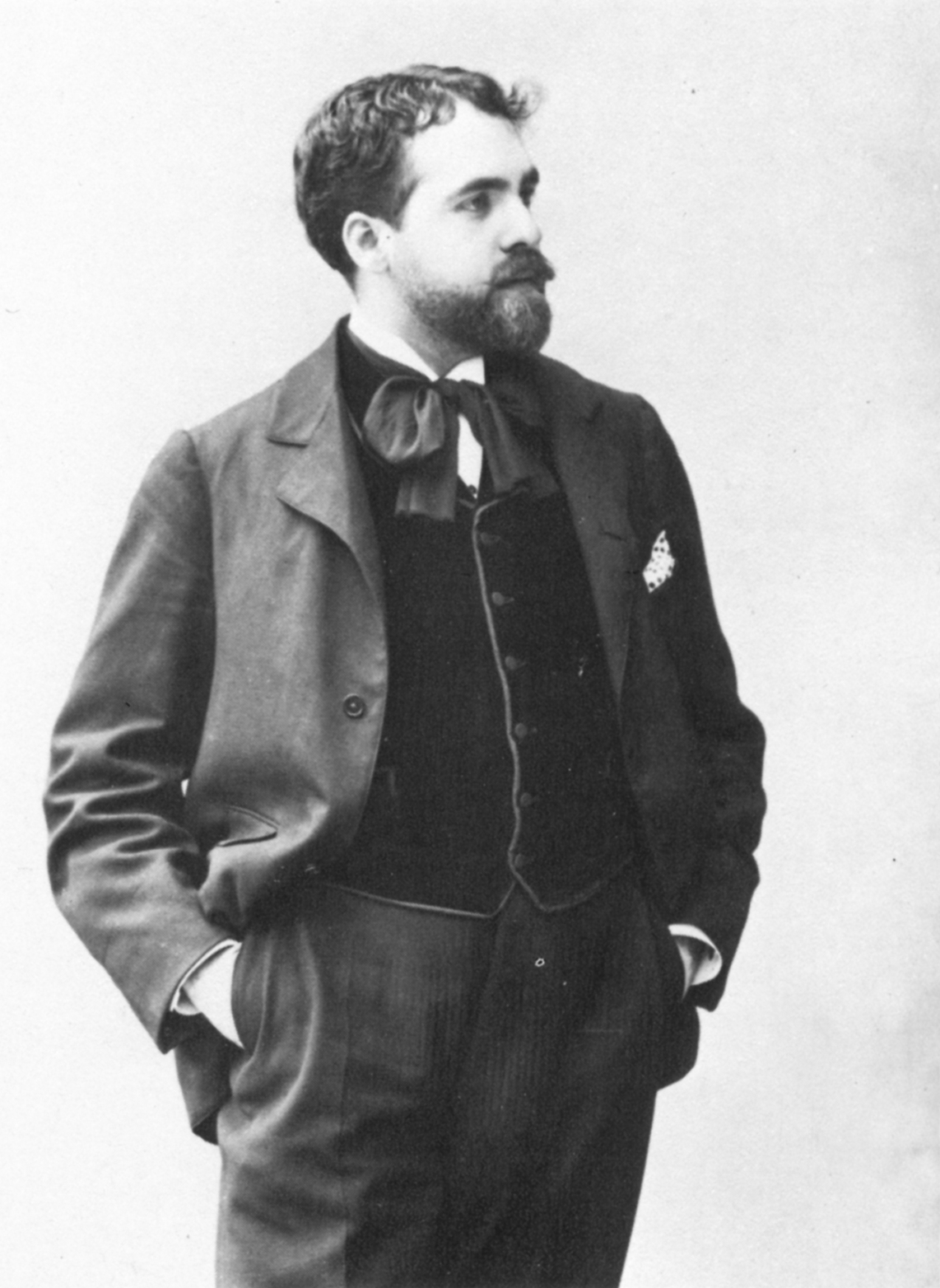
Reynaldo Hahn, Aufnahme Paul Nadar

Reynaldo Hahn (* 9. August 1874 in Caracas, Venezuela; † 28. Januar 1947 in Paris, Frankreich) war ein französischer Komponist.

## Leben
Seine Eltern waren die Venezolanerin spanisch-baskischer Abstammung Elena Maria Echenagucia (1831–1912) und der aus Hamburg stammende jüdische Kaufmann, Ingenieur und Erfinder Carlos Hahn. Reynaldo Hahn hatte vier Brüder (Hernán, Federico, Carlos, Eduardo) und fünf Schwestern (Elisa, Elena, Isabel, María, Clavita). Der Vater, Carlos Hahn, ging nach Venezuela, um sein Glück zu machen, und stieg dort zum Freund und Berater des Präsidenten Antonio Guzmán Blanco auf. Nachdem die siebenjährige Amtszeit des Präsidenten vorüber war, fühlte sich Carlos Hahn von den Gegnern des Präsidenten bedroht und siedelte mit der gesamten Familie 1878 nach Paris über. Der Familie, wohnhaft an der Rue du Cirque 6 (8. Arrondissement), gelang es bald, Kontakte zur Pariser Gesellschaft zu knüpfen. Reynaldo Hahns musikalische Begabung führte zum Eintritt ins Pariser Konservatorium im Oktober 1885, wo er Kompositionsschüler von Lavignac und Jules Massenet wurde. Unter seinen Mitschülern war auch Maurice Ravel. Bereits mit 13 schrieb er das Lied Si mes vers avaient des ailes, das für Zeitgenossen wohl seine bekannteste Komposition bleiben sollte.
Ende 1890 machte er Bekanntschaft mit der Familie Daudet. Hier wurde Hahns Liederzyklus Les Chansons Grises in Anwesenheit des Dichters Paul Verlaine uraufgeführt. Hahns Zyklus Les Études latines machte ihn schlagartig berühmt. In den vornehmen Pariser Salons (bei Prinzessin Mathilde, der Comtesse de Guerne, Madeleine Lemaire) sang Hahn seine Melodien, wobei er sich selbst am Klavier begleitete. Hier konnte er Bekanntschaft mit Berühmtheiten wie Stéphane Mallarmé und Edmond de Goncourt machen. Bei Madeleine Lemaire lernte er 1894 Marcel Proust kennen, dem er bis zu dessen Tod verbunden blieb. Die ersten beiden Jahre ihrer Bekanntschaft verbrachten sie in einer leidenschaftlichen Beziehung, die sich nach dem Bruch 1896 in eine Freundschaft wandelte. Eine der Musen von Hahn war die Kurtisane Méry Laurent, deren Testamentsvollstrecker er nach ihrem Tod im Jahr 1900 wurde.

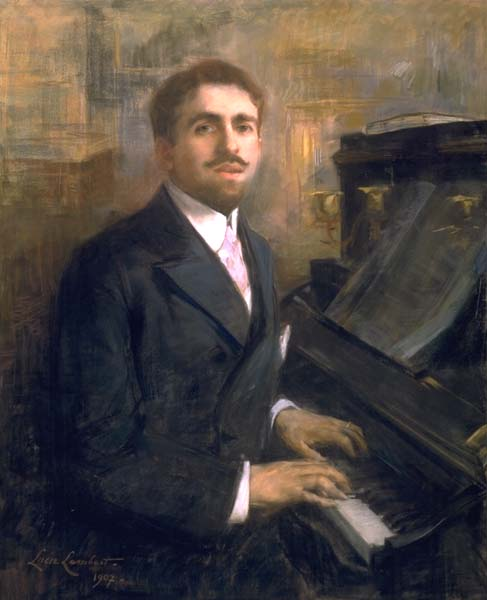
Reynaldo Hahn (Gemälde von Lucie Lambert, 1907)

1890 schrieb er die Bühnenmusik zu L'Obstacle von Alphonse Daudet, 1897 die Symphonische Dichtung Nuit d'amour bergamasque. 1897 starb Hahns Vater, und die Familie zog in die Rue Alfred de Vigny 9 (17. Arrondissement). Ein Jahr später wurde Hahns Oper L'Ile du rêve uraufgeführt, ein Dreiakter nach Motiven von Pierre Loti. Im Jahr 1902 erschien La Carmélite, die wie das vorausgegangene Werk in der Opéra-Comique aufgeführt wurde. Eine Bildungsreise von Hamburg nach Bukarest, von Rom nach London ermöglichte Hahn, sich intensiver mit Malerei und Literatur auseinanderzusetzen.
Es folgten Bühnenmusiken zu Deux Courtisanes (1902) von Francis Croisset sowie zu Werther und Scarron. Weitere Liederzyklen erschienen, Chansons espagnoles, Rondels etc. und diverse Klavierstücke, Portraits de peintres, Premières Valses, Caprice mélancolique etc. Auch mehrere Ballettmusiken erschienen: Le Bal de Béatrice d’Este (1907), La Fête chez Thérèse (1910), Le Dieu Bleu (1912) für die Ballets russes von Diaghilev. 1912 erhielt er die französische Staatsbürgerschaft. 1914 ging Hahn auf eigenen Wunsch an die Front, bis er 1916 zum Dienst im Kriegsministerium abgestellt wurde. Der Krieg unterbrach keinesfalls sein Schreiben (Le Ruban dénoué, pour deux pianos).
1920 erhielt Hahn eine Professur für Gesang an der Ecole Nationale de Musique de Paris, wo u. a. Pablo Casals, Jacques Thibaud und Nadia Boulanger lehrten. In dieser Zeit schrieb Hahn mehrere Operetten, die in Frankreich noch recht populär sind, wie Ciboulette (7. April 1923), Malvina (März 1935) und musikalische Komödien für Yvonne Printemps (Mozart, 1925) und Arletty (O mon bel inconnu mit einem Libretto von Sacha Guitry, Oktober 1933), le Oui des jeunes filles („drame espagnol“).

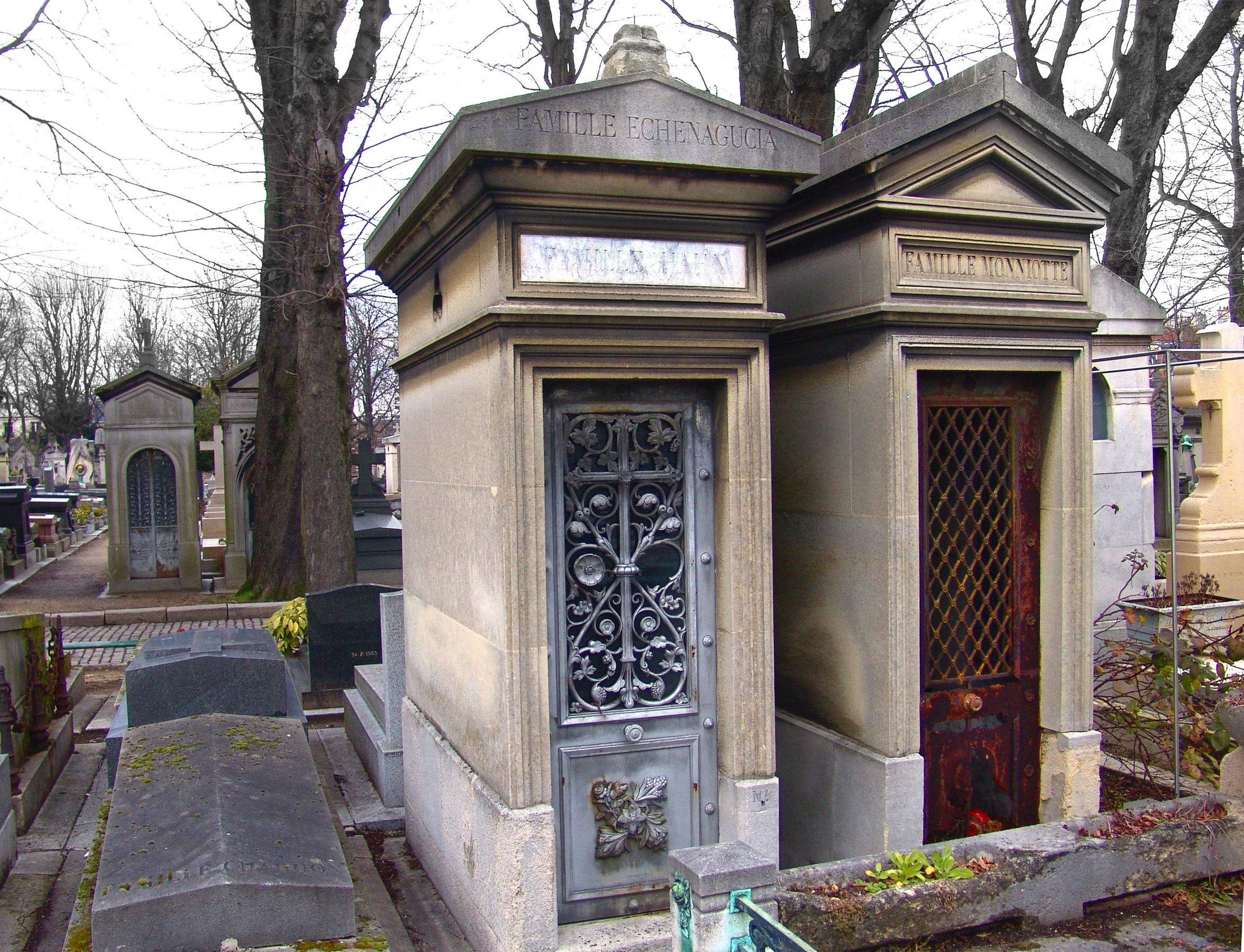
Hahns Grab auf dem Friedhof Père-Lachaise

Neben dieser breitenwirksamen Musik näherte sich Hahn jetzt auch einem Genre, das er bislang vernachlässigt hatte – der Kammermusik. So erschienen ein Quintett mit Klavier 1921 und ein Stück für zwei Streichquartette (1939). Ein Klavierkonzert wurde 1931 uraufgeführt. Neben seiner vielseitigen kompositorischen Tätigkeit war Hahn gleichzeitig Musikkritiker beim Excelsior. Journal illustré quotidien (1919–1921) und später bei der Tageszeitung Le Figaro (Juni 1933 bis 1945).
Wegen seiner jüdischen Herkunft musste Hahn Paris 1940 verlassen. Er ging zunächst nach Cannes, dann nach Monte-Carlo. Als er 1945 nach Paris zurückgekommen war, wurde er Direktor der Pariser Oper. Die Beurteilung des Zeitgenossen und Hahn-Freundes Marcel Proust mag einiges von der Wirkung vermitteln, die Hahns Musik auf ihre Hörer ausübte:

« … cet ‹instrument de musique de génie› qui s’appelle Reynaldo Hahn étreint tous les cœurs, mouille tous les yeux, dans le frisson d’admiration qu’il propage au loin et qui nous fait trembler, nous courbe tous l’un après l’autre, dans une silencieuse et solennelle ondulation des blés sous le vent. »

## Ehrungen
- 1914 Offizier der Ehrenlegion
- 1945 Mitglied der Académie des Beaux-Arts
- 1946 Mitglied der Académie royale des Sciences, des Lettres et des Beaux-Arts de Belgique[4]
- 1947 Kommandeur der Ehrenlegion

## Werke (Auswahl)

### Opern
- L’Île du rêve (1898)
- La Carmélite (1902)
- Nausicaa (1919)
- Colombe de Buddha (1921)
- Le Temps d’aimer (1926)
- Le Marchand de Venise (1935). Deutsche Erstaufführung: Stadttheater Bielefeld 28. April 2017.[5]

### Operetten/musikalische Komödien
- Ciboulette (1923)
- Mozart (1925)
- Une Revue (1925)
- Brummel (1931)
- O mon bel inconnu (1933)
- Malvina (1935)

### Ballette und Ballettpantomimen
- Fin d’amour (Ballettpantomime) (1892)
- Le Bal de Béatrice d’Este (1909)
- La Fête chez Thérèse (1910)
- Le Bois sacré (Ballettpantomime) (1912)
- Le Dieu bleu (1912)
- Aux bosquets d’Idalie (1937)

### Instrumentalmusik
- Romance en la majeur pour violon et piano (1901/02)
- Sarabande et thème varié, für Klarinette und Klavier (1903)
- Nocturne pour violon et piano (1906)
- Le Ruban dénoué, für zwei Klaviere (1916 ?)
- Quintette pour cordes et piano (1920/21)
- Sonate pour violon et piano en ut majeur (1926)
- Violinkonzert D-Dur (1927)
- Zwei Streichquartette (1939)
- Romanesque, für Flöte, Viola und Klavier
- Klavierkonzert E-Dur, gewidmet Magda Tagliaferro
- Quatuor avec piano
- Premières valses pour piano
- Concerto inachevé pour violoncelle
- Soliloque et forlane pour alto et piano
- Venezia pour violoncelle et cordes
- Caprice mélancolique, für zwei Klaviere

### Liederzyklen und einzelne Lieder
- Mélodies I (1895). Enthält u. a.: Si mes Vers avaient des ailes !, Seule, Offrande, Les Cygnes.
- Mélodies II (1920). Enthält u. a.: Quand je fus pris au Pavillon, Le Printemps, Ah ! Chloris.